# Standard 18/36
Der Standard 18/36 war ein mittelgroßer Pkw, den die Standard Motor Company in Coventry von 1927 bis 1930 baute.
Der 18/36 war der größte der frühen Modelle mit obengesteuerten Motoren (ohv) und das einzige Sechszylindermodell. Er wurde dem Vierzylindermodell 14 hp 1927 zur Seite gestellt. Das Aggregat des mittelgroßen Wagens hatte 2230 cm³ Hubraum (Bohrung × Hub = 68 mm × 102 mm). Vermutlich leistete die Maschine gemäß der Typbezeichnung ca. 36 bhp (26,5 kW).
1931 wurde das Modell nicht mehr angeboten. Damit endete die Ära der ohv-Motoren bei Standard wieder. Erst 1948 gab man die seitengesteuerten Motoren endgültig auf.